# Diversions
Pour les articles homonymes, voir Diversions.
Diversions, de son titre complet Diversions for piano (left hand) and orchestra, op.21, est une œuvre composée par Benjamin Britten en 1940, puis remaniée en 1954.

## Histoire
Benjamin Britten écrivit les Diversions pour le pianiste Paul Wittgenstein, amputé du bras droit au cours de la Première Guerre mondiale. L'œuvre fut créée à Philadelphie le 16 janvier 1942 sous la direction d'Eugene Ormandy à la tête de l'Orchestre de Philadelphie.

## Structure
Les Diversions comportent un thème suivi de 11 variations :
- Theme
- Variation I, Recitative
- Variation II, Romance
- Variation III, March
- Variation IV, Rubato
- Variation V, Chorale
- Variation VI, Nocturne
- Variation VII, Badinerie
- Variation VIII, Ritmico
- Variation IXa, Toccata I
- Variation IXb, Toccata II
- Variation X, Adagio
- Variation XI, Tarantella